# Divisie Nr. 7 (Newfoundland en Labrador)
Divisie Nr. 7 (Engels: Division No. 7) is een censusdivisie in Newfoundland en Labrador, de oostelijkste provincie van Canada. Het door Statistics Canada afgebakende gebied komt overeen met het centrale gedeelte van Oost-Newfoundland.
De divisie omvat onder meer het schiereiland Bonavista, alle plaatsen langs de Bonavista Bay en het grote Random Island. De grootste gemeente is Clarenville. 

## Demografie

### Bevolkingsomvang
De volkstelling van 1951 was de eerste sinds de toetreding van Newfoundland tot de Canadese Confederatie. Divisie Nr. 7 telde toen ruim 35.000 inwoners. De censusdivisie kende in de jaren erna een gestage groei en piekte net boven de 43.600 inwoners in 1986. Daarna begon een geleidelijke demografische daling die zich tot op heden manifesteert. In 2021 lag de bevolkingsomvang bijna een kwart lager in vergelijking met 35 jaar eerder.
- Bron: Statistics Canada (1951–1986[1], 1991–1996[2], 2001–2006[3], 2011–2016[4], 2021[5])

### Taal
In 2021 had 99,2% van de inwoners van Divisie Nr. 7 het Engels als (al dan niet gedeelde) moedertaal; vrijwel alle anderen waren die taal machtig. Hoewel slechts 95 mensen (0,3%) het Frans als (al dan niet gedeelde) moedertaal hadden, waren er 585 mensen die die andere Canadese landstaal konden spreken (1,8%). Na het Engels en Frans was in 2021 de meest gekende taal het Tagalog met 70 sprekers (0,2%). Er woonden in Divisie Nr. 7 daarenboven 20 Nederlandstaligen.

### Inheemse bevolking
Bij de volkstelling van 2016 gaven 820 inwoners (2,4%) van Divisie Nr. 7 aan dat ze een inheemse identiteit hebben. Iets meer dan de helft onder hen behoort tot de First Nations met daarnaast nog 190 Métis, 145 Inuit en 60 mensen die hun inheemse identiteit niet verder specificeerden of een gemengde inheemse identiteit hadden. Slechts 20 inwoners van de divisie waren in 2016 een inheemse taal machtig.

## Plaatsen
Divisie Nr. 7 telt 27 gemeenten en die volgens de volkstelling van 2021 tezamen 24.647 inwoners telden, oftewel bijna 75% van het inwonertotaal. De overige inwoners woonden in gemeentevrij gebied, voornamelijk in de 24 local service districts (LSD's). Er waren echter ook een paar duizend mensen die in een van de 21 LSD-loze plaatsen of between communities (tussen twee plaatsen in) woonden en aldus geen enkele vorm van lokaal bestuur genoten.
| - Bonavista - Centreville-Wareham-Trinity - Clarenville - Dover - Eastport - Elliston - Gambo - George's Brook-Milton - Glovertown - Greenspond - Happy Adventure - Hare Bay - Indian Bay - Keels - King's Cove - Musgravetown - New-Wes-Valley - Port Blandford - Port Rexton - Salvage - Sandringham - Sandy Cove - St. Brendan's - Terra Nova - Traytown - Trinity - Trinity Bay North | - Birchy Cove - Bunyan's Cove - Burgoynes Cove - Burnside-St. Chad's - Canning's Cove - Cape Freels North - Caplin Cove-Southport - Charlottetown - Deep Bight - Dunfield - Hickman's Harbour-Robinson Bight - Hodge's Cove - Lethbridge and Area - Lower Lance Cove - Newman's Cove - Open Hall-Red Cliffe - Petley - Random Island West - Random Sound West - Smith Sound - Spillars Cove - Summerville-Princeton-Southern Bay - Upper Amherst Cove | - Bloomfield - Britannia - Champney's Arm - Champney's East - Champney's West - Cull's Harbour - Duntara - English Harbour - Hodderville - Knights Cove - Lower Amherst Cove - Middle Amherst Cove - New Bonaventure - Old Bonaventure - Plate Cove East - Plate Cove West - Stock Cove - Thorburn Lake - Tickle Cove - Trinity East - Trouty |